# Comincia tu/La nave
Comincia tu/La nave è il 127° singolo di Mina, pubblicato a ottobre 1984 dall'etichetta privata dell'artista PDU e distribuito dalla EMI Italiana.

## Descrizione
Singolo pubblicato a fine ottobre, poco prima dell'album Catene nel secondo volume del quale sono inseriti entrambi i brani.
Contiene Comincia tu, arrangiata da Celso Valli, sigla del secondo ciclo del programma televisivo Trent'anni della nostra storia, in onda da metà febbraio a metà aprile del 1985, che racconta il secondo decennio di storia italiana dal 1956 al 1965, attraverso i fatti più significativi e salienti del periodo.
Il retro La nave è invece un brano arrangiato da Paolo Gianolio.

### Comincia tu/Brigitte Bardot
Il lato principale compare anche su un vinile a 12 pollici, il cui lato B è Brigitte Bardot, canzone di Miguel Gustavo (testo e musica) arrangiata da Victor Bach, inserita anch'essa nell'album Catene del quale apre il primo volume.
Questo disco mix (PDU PA MIX 156) è catalogato come singolo a sé stante dalla discografia ufficiale.

## Tracce
Lato A
1. Comincia tu – 4:11 (testo: Massimiliano Pani – musica: Massimiliano Pani, Piero Cassano; edizioni musicali PDU, Sette Note)

Lato B
1. La nave – 4:53 (Guido Guglielminetti; edizioni musicali PDU, Trouble)